# Zebra Tower
Zebra Tower – biurowiec znajdujący się przy ul. Mokotowskiej 1, przy rondzie Jazdy Polskiej w Warszawie.

## Opis
Budynek dysponuje dwukondygnacyjnym parkingiem podziemnym na 124 samochody. Od strony ulicy Mokotowskiej, nad wjazdem do podziemnego garażu, stworzono ażurową „klatkę”, której celem jest stworzenie wrażenia zachowanej ciągłości kamienic znajdujących się przy tej ulicy. Ze względu na okna znajdujące się w szczytowej ścianie kamienicy znajdującej się przy ul. Mokotowskiej 3 przedłużenie budynku do ściany tej kamienicy było niemożliwe.
Inwestorem był austriacki deweloper S+B Gruppe, wykonawcą spółka Bilfinger Berger Budownictwo S.A., a za projekt odpowiedzialny jest Martin Tröthan z biura Hoffmann Architekten oraz Piotr Bujnowski. W 2011 r. w 75% wynajęty budynek został sprzedany funduszowi inwestycyjnemu Union Investment za kwotę 76 mln euro. Była to największa transakcja w historii tego dewelopera.